# Římskokatolická farnost u kostela sv. Vavřince, Brno-Řečkovice
Římskokatolická farnost u kostela sv. Vavřince, Brno-Řečkovice je územním společenstvím římských katolíků v rámci brněnského děkanství brněnské diecéze s farním kostelem svatého Vavřince. Farnost tvoří brněnské městské části Brno-Řečkovice a Mokrá Hora, Brno-Medlánky, Brno-Ivanovice, Brno-Jehnice a Brno-Ořešín.

## Historie farnosti
Počátky farního kostela sahají pravděpodobně do 14. století. První listinná zpráva o patronátním právu nad řečkovickou farou je z roku 1338, kdy toto právo získal cisterciácký klášter ve Žďáru. Během husitských válek v roce 1422 byl kostel vydrancován a ochuzen o nejlepší umělecké předměty. Ve farní budově byl zničen cenný listinný materiál. V letech 1552–1623 byla farnost v rukách nekatolíků – nejprve utrakvistů a později protestantů.  V roce 1623 připadla řečkovická farnost pod patronát řádu jezuitů. Veškeré snahy o rozvoj Řečkovic však přerušil v letech 1642–1645 vpád Švédů. Roku 1647 tak musel být chrám znovu opraven. Z té doby má zásluhy o zvelebení kostela a celé farnosti farář Josef Lednický, který zde působil v letech 1671 až 1681. V té době připadaly do správy řečkovické farnosti obce: Medlánky, Ivanovice, Lelekovice, Šebrov, Svatá Kateřina, Vranov, Útěchov, Soběšice, Jehnice a Ořešín. 
V roce 1717 řečkovický kostel přestavil brněnský barokní stavitel Mořic Grimm. Jedna z největších oprav kostela se konala po druhé světové válce, ve které byl kostel zničen takřka úplně.

## Bohoslužby
| Kostel                                  | Den a hodina |
| --------------------------------------- | --- |
| Kostel svatého Vavřince, Brno-Řečkovice | Úterý 18:00 (mimo prázdniny) Středa 18:00 (ve školním roce zaměřená na děti) Čtvrtek 7:00 Pátek 18:00 Sobota 7:00 Neděle 7:15 \| 8:30 \| 10:00 (mimo prázdniny) Neděle 7:15 \| 9:00 (o prázdninách) |

## Duchovní správci
Po roce 2000 ve farnosti působili tito kněží: Jan Pacner (1998–2005), Jacek Kruczek (2005–2012), Jan Kotík (2012–2021). Od roku 2014 byl ustanoven farním vikářem Jindřich Kotvrda. Nynějším farářem se od srpna roku 2021 stal Michal Seknička.

## Aktivity ve farnosti
Ve farnosti probíhá mnoho aktivit a schází se různá společenství.
Děti mohou od předškolního věku navštěvovat výuku náboženství. Své místo v práci s dětmi zaujímá také program Katecheze Dobrého pastýře. Dětské mše svaté bývají ve školním roce každou středu. Děti ze škol jsou zvány na programy v rámci aktivity Vstupy do kostela. K modlitbám za své děti se schází několik skupinek Modliteb matek a jedna skupina Modliteb otců.
Kromě pravidelných mší svatých se v kostele pořádají tiché i vedené adorace. Probíhá každoměsíční 24hodinová adorace, večery chval, adorace se zpěvy z Taizé, chvály pro mládež. Adorační den a den vzájemných modliteb farnosti a bohoslovců kněžského semináře je 3. listopadu.
Farníci mohou duchovně načerpat na adventní a postní duchovní obnově nebo využít příležitosti ke vzdělávání na přednáškách na různá témata. Nabízí se také pěší poutě, vícedenní letní poutě, noční putování.
Pomoci potřebným na území farnosti se věnuje farní Charita.
Farnost se zapojuje do celostátně pořádaných projektů pro širší veřejnost, kterými jsou Noc kostelů, Křesťanské Vánoce a Tříkrálová sbírka.
K obohacení a zkrášlení nedělní a slavnostní liturgie přispívá schola, která se pravidelně schází k nácviku písní.  
V roce 2023 se farníci rozhodli uspořádat muzikál Jesus Christ Superstar k výročí 50+1 let od premiéry filmové verze této rockové opery.
Farnost pořádá farní dny, poutní zájezdy, vícedenní výlety, pouť pro děti a pravidelnou srpnovou pouť jáhnů. Každoroční program obsahuje farní ples, žehnání dopravních prostředků, živý betlém a křesťanský festival Full of Life.
Na faře se setkávají matky na mateřské dovolené a probíhá zde také setkávání seniorů. Je pořádána nedělní farní kavárna nebo jednou za měsíc na snídaně na faře.
Naše farní rodina podporuje české salesiány působící ve Staré Zagoře v Bulharsku a přispívá jim na stavbu školy, kostela a střediska pro děti a mládež.